# Neviusia
Neviusia es un género con dos especies de plantas perteneciente a la familia de las rosáceas.

## Taxonomía
Neviusia fue descrita por Asa Gray y publicado en  Memoirs of the American Academy of Arts and Science, new series 6(2): 374–376, pl. 30, en el año 1858.

## Especies
- Neviusia alabamensis
- Neviusia cliftonii